# Campeonato Sudamericano 1916
Das Campeonato Sudamericano 1916 war die erste anerkannte Südamerikameisterschaft im Fußball und gleichzeitig die erste Kontinentalmeisterschaft von Fußball-Nationalmannschaften weltweit. Es fand vom 2. bis zum 17. Juli anlässlich der 100-jährigen Unabhängigkeit der Vereinigten Provinzen des Río de la Plata in Argentinien statt. Da die vier Teilnehmer aus Argentinien, Brasilien, Chile und Uruguay während des Turniers am 9. Juli 1916, dem Jahrestag der argentinischen Unabhängigkeit, auf Initiative des Uruguayers Héctor Rivadavia den südamerikanischen Fußballverband CONMEBOL gründeten, gilt das Campeonato von 1916 als erste Copa América, obgleich bereits sechs Jahre zuvor ein gleichnamiger und ähnlich angelegter Wettbewerb zum Jubiläum der argentinischen Mai-Revolution veranstaltet wurde. Die Trophäe, bereits von Anfang an die Bezeichnung Copa América tragend, wurde jedoch noch nicht ausgespielt, sondern zur ersten offiziellen Ansetzung 1917 eingeführt.
Die Spiele fanden im Estadio GEBA des Vereins Club de Gimnasia y Esgrima in Buenos Aires statt. Das entscheidende Spiel zwischen Uruguay und Argentinien wurde jedoch wegen „Vorfällen“ nach 5 Minuten abgebrochen und am nächsten Tag vor den Toren der Stadt im Estadio Racing Club des Vereins Racing Club in Avellaneda fortgesetzt, an dessen Stelle heute das Estadio Presidente Perón steht. Der 6:1-Erfolg der Gastgeber gegen Chile fand vor der Rekordkulisse des Turniers von 18.000 Zuschauern statt. Den weitaus geringsten Zuschauerzuspruch fand das Eröffnungsspiel zwischen Uruguay und Chile, das nur 3.000 Leute sehen wollten. Alle anderen Spiele fanden vor mindestens 15.000 Zuschauern statt.
Prominentester Spieler, zumindest in der Nachbetrachtung, war wohl der erste brasilianische Wunderstürmer, Arthur Friedenreich, der im Spiel gegen Uruguay den Treffer zum 1:0 beisteuerte.

## Spielergebnisse
Bis auf eine Ausnahme fanden alle Spiele in Buenos Aires statt.
| Pl. | Land        | Sp. | S | U | N | Tore    | Diff. | Punkte |
| --- | ----------- | --- | - | - | - | ------- | ----- | ------ |
| 1.  | Uruguay     | 3   | 2 | 1 | 0 | 006:100 | +5    | 05:10  |
| 2.  | Argentinien | 3   | 1 | 2 | 0 | 007:200 | +5    | 04:20  |
| 3.  | Brasilien   | 3   | 0 | 2 | 1 | 003:400 | −1    | 02:40  |
| 4.  | Chile       | 3   | 0 | 1 | 2 | 002:110 | −9    | 01:50  |

|                                  |   |           |           |
| So., 2. Juli 1916                |   |           |           |
| Uruguay                          | – | Chile     | 4:0 (1:0) |
| Do., 6. Juli 1916                |   |           |           |
| Argentinien                      | – | Chile     | 6:1 (1:1) |
| Sa., 8. Juli 1916                |   |           |           |
| Chile                            | – | Brasilien | 1:1 (0:1) |
| Mo., 10. Juli 1916               |   |           |           |
| Argentinien                      | – | Brasilien | 1:1 (1:1) |
| Mi., 12. Juli 1916               |   |           |           |
| Uruguay                          | – | Brasilien | 2:1 (0:1) |
| Mo., 17. Juli 1916 in Avellaneda |   |           |           |
| Argentinien                      | – | Uruguay   | 0:0       |

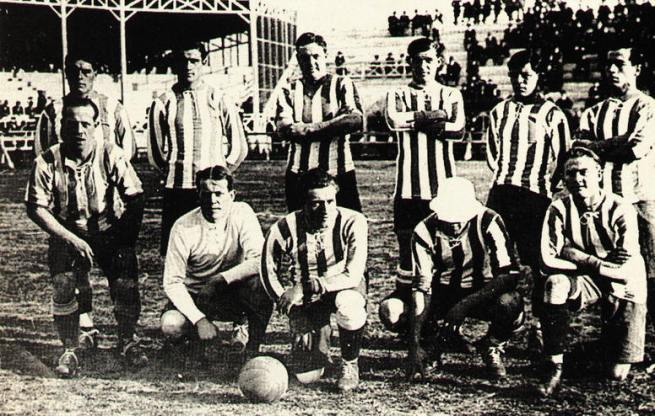
Zweiter der Copa América 1916: Argentinien
Hintere Reihe: Reyes, Olazar, Brown, Guidi, Badaracco, Martínez
Vorn: Perinetti, Wilson, Marcovecchio, Ohaco, Heissinger

Uruguay und Argentinien galten zur damaligen Zeit als stärkste Mannschaften Südamerikas. Beide Länder hatten in ihrer Länderspielgeschichte seit 1902 bereits etwa 40 Spiele gegeneinander absolviert, während Chile sein achtes und Brasilien gar erst sein drittes Spiel bestritt. Dementsprechend klar ging der Auftakt Uruguays gegen Chile aus. Zwar konnte erst in der 44. Minute José Piendibene zur Führung treffen, doch in der zweiten Halbzeit folgten noch drei weitere Tore, wobei sowohl Piendibene als auch Isabelino Gradín einen Doppelpack erzielten. Im zweiten Spiel gegen Brasilien war Uruguay zunächst in Rückstand, aber nach einer Stunde konnte Torschützenkönig Gradín ausgleichen. Darauf folgte dann zehn Minuten vor Ende der Partie noch der Siegtreffer durch José Tognola. Im letzten Spiel gegen den damaligen Traditionsfeind Argentinien reichte dann schon ein Unentschieden, um noch vor dem Gastgeber erster Südamerikameister der Geschichte zu werden.
Auch Argentinien gelang ein gelungener Auftakt gegen Chile. Schon nach zwei Minuten stand es durch Alberto Ohaco 1:0, aber Chile konnte noch vor dem Seitenwechsel ausgleichen. In der zweiten Halbzeit gelang dennoch ein klarer Sieg, der durch zwei verwandelte Strafstöße von Juan Domingo Brown geebnet wurde. Am Ende des Spiels hatten neben Brown noch zwei Akteure je einen Doppelpack erzielt: Alberto Marcovecchio und Ohaco. Argentinien ging im Gegensatz zu Uruguay früh gegen Brasilien in Führung, musste dann jedoch schon 13 Minuten später den Ausgleich hinnehmen. Es blieb bei einem Unentschieden, so dass Argentinien im letzten Spiel auf jeden Fall einen Sieg vor heimischer Kulisse benötigte. Wegen Überfüllung des Stadions wurde die Partie unterbrochen und einen Tag später in der sechsten Minute fortgesetzt. Ein torloses Remis reichte den Argentiniern am Ende nur zum zweiten Platz.

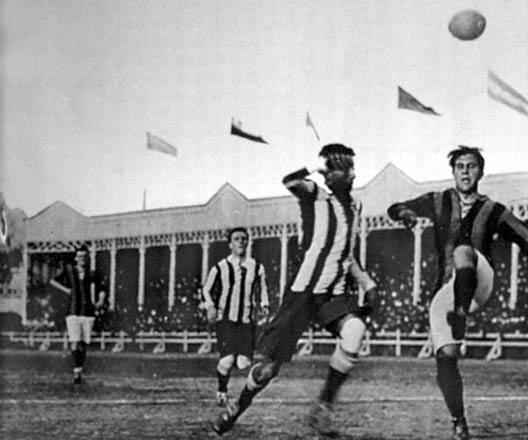
Spielszene zwischen Argentinien (helle Trikots) und Brasilien

Brasilien traf in seinem ersten Spiel auch auf Chile, erreichte jedoch in seinem dritten Länderspiel nur ein ernüchterndes Unentschieden. Nachdem Demósthenes fünf Minuten vor dem Halbzeitpfiff die Führung besorgt hatte, wähnte Brasilien sich bis kurz vor Schluss auf der Siegerstraße. Chile aber glich in der 84. Minute noch aus, so dass man nur einen Punkt aus dem Spiel erreichte. Nach einem weiteren Unentschieden gegen Argentinien musste Brasilien hoch gegen Uruguay gewinnen und auf einen Sieg Uruguays gegen Argentinien oder ein Unentschieden hoffen, um noch Chancen auf den Titel zu haben. In der 8. Minute erzielte Arthur Friedenreich die Führung für Brasilien. Doch in der Endphase drehte Uruguay die Partie, so dass Brasilien mit nur zwei Punkten Dritter wurde.
Chile war im Kampf um die südamerikanische Krone völlig chancenlos. Wie schon in anderen Länderspielen gegen Uruguay und Argentinien – bisher hatte es nur Aufeinandertreffen mit diesen Ländern gegeben – verlor man ziemlich eindeutig. Auf eine deutliche Niederlage gegen Uruguay, bei der man fast eine ganze Halbzeit lang ohne Gegentreffer blieb, folgte eine weitere hohe Niederlage gegen Argentinien, wobei Telésforo Báez den ersten Treffer der chilenischen Copa-América-Geschichte erzielte. Als die Chilenen bereits ausgeschieden waren, konnten sie noch einen späten Ehrenpunkt gegen Brasilien erreichen, was den ersten Punktgewinn ihrer Länderspielgeschichte bedeutete.

## Torschützen
Nachfolgend sind die Torschützen aufgeführt. Die Sortierung erfolgt nach Anzahl ihrer Treffer, bei gleicher Toranzahl alphabetisch.
| \| Rang \| Spieler \| Tore \| \| ---- \| -------------------- \| ---- \| \| 1 \| Isabelino Gradín \| 3 \| \| 2 \| Juan Domingo Brown \| 2 \| \| \| Alberto Marcovecchio \| 2 \| \| \| Alberto Ohaco \| 2 \| \| \| José Piendibene \| 2 \| \| 6 \| Alencar \| 1 \| \| \| Ángel Báez \| 1 \| \| \| Demósthenes \| 1 \| \| \| Arthur Friedenreich \| 1 \| \| \| José Durand Laguna \| 1 \| \| \| Hernando Salazar \| 1 \| \| \| José Tognola \| 1 \| |                      |      |
| Rang | Spieler              | Tore |
| 1 | Isabelino Gradín     | 3    |
| 2 | Juan Domingo Brown   | 2    |
| | Alberto Marcovecchio | 2    |
| | Alberto Ohaco        | 2    |
| | José Piendibene      | 2    |
| 6 | Alencar              | 1    |
| | Ángel Báez           | 1    |
| | Demósthenes          | 1    |
| | Arthur Friedenreich  | 1    |
| | José Durand Laguna   | 1    |
| | Hernando Salazar     | 1    |
| | José Tognola         | 1    |

## Schiedsrichter
Insgesamt nahmen vier Schiedsrichter am Campeonato Sudamericano teil. Je Teilnehmerland gab es einen Schiedsrichter bei dem Turnier. Interessanterweise waren dies nicht unbedingt besondere Schiedsrichter, sondern teilweise Spieler oder Trainer eines Teilnehmerlandes.
| Schiedsrichter | Jahrgang | Spiele | Elfmeter | Platzverw. | Anmerkung             |
| -------------- | -------- | ------ | -------- | ---------- | --------------------- |
| Carlos Fanta   | 1890     | 3      | 0        | 0          | Trainer von Chile     |
| Hugo Gronda    | ?        | 1      | 0        | 0          |                       |
| León Peyrou    | ?        | 1      | 0        | 0          |                       |
| Sidney Pullen  | 1895     | 1      | 2        | 0          | Spieler von Brasilien |